# Semiothisa stramineata
Semiothisa stramineata är en fjärilsart som beskrevs av Max Joseph Bastelberger 1909. Semiothisa stramineata ingår i släktet Semiothisa och familjen mätare. Inga underarter finns listade i Catalogue of Life.